# السلقع (السبرة)

تعديل مصدري - تعديل

السلقع هي إحدى قرى عزلة بلادالشعيبي العليا بمديرية السبرة التابعة لمحافظة إب، بلغ تعداد سكانها 553 نسمة حسب تعداد اليمن لعام 2004.